# Gaio Septício Claro
Gaio Septício Claro (século II) foi prefeito da guarda pretoriana, e amigo e apoiante de autores famosos como Plínio, o Jovem e Suetônio.

## Prefeito pretoriano
Pouco se sabe sobre o início da carreira de Septício Claro, mas logo depois de Adriano tornar-se imperador, Claro foi considerado capaz e experiente o suficiente para ser nomeado para o cargo de prefeito pretoriano, substituindo Sérvio Sulpício Simili em cerca de 119. Esta era uma das posições mais poderosas do governo romano. No entanto, alguns anos mais tarde (cerca de 122) Septício foi demitido de seu cargo de prefeito após Adriano alegar que ele estava tratando a imperatriz Vibia Sabina "de uma forma mais informal do que a etiqueta da corte exigia".” Seu amigo, o secretário imperial Suetônio foi demitido pelo mesmo motivo.

## Conexões literárias
Na primeira carta de sua famosa coleção de correspondência, o Epistulae (Epístolas, em língua portuguesa), Plínio, o Jovem, faz a Septício apelos constantes para motivá-lo a publicar suas cartas. A amizade íntima entre os dois é evidente em outra carta, onde Plínio, em tom de brincadeira repreende Septício para não dar às costas para um jantar luxuoso. Em uma carta para Apolinário, Plínio descreve Septício Claro nestes termos:
"Eu nunca conheci ninguém mais autêntico, simples, franco e confiável." (Plin. Ep. ii. 9.)
Septício Claro era também um amigo do historiador Suetônio, que dedicou sua famosa coleção de biografias dos primeiros imperadores, Vidas dos Doze Césares, para ele.

## Família
A família de Septício foi destaque no século II em Roma. Seu irmão Marco Erúcio Claro foi cônsul suffect (um cônsul romano eleito para completar o mandato de quem desocupou o cargo antes do final do mandato) em 117 e conquistou e queimou a cidade de Selêucia durante a campanha oriental de Trajano. Seu sobrinho, Sexto Erúcio Claro foi duas vezes cônsul e também prefeito da cidade.